# Paul Yoshinao Ōtsuka
Paul Yoshinao Ōtsuka (jap. パウロ大塚喜直, Pauro Ōtsuka Yoshinao; * 7. Oktober 1954 in Kyōto) ist ein japanischer Geistlicher und römisch-katholischer Bischof von Kyōto.

## Leben
Paul Yoshinao Ōtsuka empfing am 20. März 1984 das Sakrament der Priesterweihe.
Am 3. März 1997 ernannte ihn Papst Johannes Paul II. zum Bischof von Kyōto. Der emeritierte Bischof von Kyōto, Raymond Ken’ichi Tanaka, spendete ihm am 15. Juni desselben Jahres die Bischofsweihe; Mitkonsekratoren waren der Bischof von Takamatsu, Joseph Satoshi Fukahori, und der Bischof von Hiroshima, Joseph Atsumi Misue.
Am 8. Juli 2020 berief ihn Papst Franziskus zum Mitglied des Päpstlichen Rates für den Interreligiösen Dialog.